# Томс, Лоренс
Ло́ренс То́мс (англ. Laurence Thoms; 26 марта 1980) — фиджийский горнолыжник, участник Зимних Олимпийских игр.

## Биография
До начала соревновательной карьеры Лоренс Томс работал горнолыжным инструктором в Новой Зеландии. Позднее он познакомился со швейцарским бизнесменом, жившим на Фиджи. Он создал горнолыжную федерации Фиджи и спонсировал выступления Томса на международных стартах.
Впервые выступил на соревнованиях под эгидой FIS в 2000 году на этапе дальневосточного кубка в Ёнпхёне. На этих соревнованиях он дважды досрочно завершал выступления в слаломе-гиганте и один раз в слаломе. Позднее Томс выступал на соревнованиях в Новой Зеландии, Германии и Швейцарии, набирая очки, необходимые для квалификации на Олимпиаду-2002.
В конечном итоге усилия фиджийца принесли ему возможность выступить на Играх. Он стал первым представителем Тихоокеанского региона, который пробился на зимние Игры по спортивному принципу, а не по специальному приглашению.
На Олимпиаде был единственным участником сборной и её знаменосцем. В Парк-сити Томс выступал в слаломе и слаломе-гиганте. В слаломе он не смог завершить соревнования, сойдя с трассы уже в первой попытке, а в слаломе-гиганте выступил более успешно, заняв итоговое 55-е место, проиграв победившему Штефану Эберхартеру около 18 секунд и опередив атлетов из Венгрии и Сан-Марино.